# Рогов, Максим Алексеевич
Макси́м Алексе́евич Ро́гов (род. 11 февраля 1986, Ленинград, СССР) — российский футболист, полузащитник.

## Карьера
Воспитанник петербургской спортивной школы «Смена». Четыре сезона выступал за дубль «Зенита» (62 игры, 8 голов согласно сайту «Зенита», 64 игры, 7 голов согласно сайту РФПЛ), бронзовый призёр первенства дублёров 2005 года. За основной состав «Зенита» провёл единственный матч в Кубке России 20 июля 2005 года против «Кубани» (0:0). В 2007 году подписал контракт с клубом «Металлург-Кузбасс». В 2009—2010 годах защищал цвета петербургского «Динамо», с которой вышел в Первый дивизион. В 2011 году пополнил ряды «Мордовии», в составе которой дважды становился победителем Первого дивизиона. 20 июля 2012 года дебютировал в РФПЛ в матче против московского «Локомотива» (2:3). В июле 2014 года вернулся «Динамо» на правах аренды. Летом 2015 года был полностью выкуплен петербургским клубом, в составе которого стал победителем и лучшим игроком группы «Запад» Второго дивизиона сезона 2016/17. Завершил карьеру в 2018 году в клубе КАМАЗ.

## Достижения
- Победитель Первого дивизиона (2): 2011/12, 2013/14
- Победитель зоны «Запад» Второго дивизиона (2): 2009, 2016/17